# Pôle urbain (Luxembourg)

Carte des pôles urbains du Luxembourg avec :
Nordstad
Agglomération de Luxembourg (Agglolux)
Première couronne de l'agglomération précitée
Région Sud
Communes hors pôle urbain

Au Luxembourg, selon la définition de l'Institut national de la statistique et des études économiques (STATEC), un pôle urbain est une agglomération au sens de la densité de population et du bâti, ainsi que de la proportion de pendulaires travaillant dans cette agglomération.
En 2018, le Luxembourg compte trois agglomérations centrées autour d'une ou plusieurs « grandes villes » ou villes-centres, une monocentrique autour de la capitale et deux polycentriques, une au nord et une au sud dans l'ancien bassin minier.

## Définitions

### Aire urbaine fonctionnelle
Dans le cadre des aires urbaines fonctionnelles destinées à harmoniser la définition des aires urbaines entre pays par Eurostat et l'OCDE, l'ensemble du Luxembourg forme une unique aire ayant comme ville centre sa capitale, Luxembourg.

### Pôle urbain
Le STATEC définit les pôles urbains en fonction de deux critères, sur la base des travaux du LISER menés en 2008 et 2009 : la morphologie urbaine, en termes de densité de population et de continuité du bâti et la fonctionnalité, autrement dit le nombre de pendulaires venant travailler dans cette agglomération.
L'agglomération de Luxembourg, la plus vaste et la plus peuplée du pays, est même découpée en deux zones, car son périmètre est différent entre les deux critères : l'agglomération morphologique en elle même est formée par Luxembourg-Ville et ses huit communes suburbaines, dont le bâti est dense et continu avec la capitale tandis que l'agglomération fonctionnelle, qui outre les communes précitées ajoute toutes les communes ayant un pourcentage de pendulaires travaillant dans l'agglomération supérieur à 40 %, appelées la « Première couronne ». Cet espace périurbain, à plus faible densité de bâti, de population et d'emploi, s'étend de façon discontinue depuis la capitale.

## Liste des pôles urbains
Le Luxembourg compte trois pôles urbains :
- l'agglomération de Luxembourg (Agglo Lux) et sa première couronne ;
- la Nordstad (Agglo Nord);
- la région Sud (Agglo Sud).

## Centres de développement et d'attraction
Dans son rapport présenté en 2004, l'Integrativ Verkéiers- a Landesplanung (lb) (IVL) a mis en évidence l'importance d'un développement urbain organisé des principaux pôles urbains du Luxembourg afin d'assurer au pays une organisation urbaine performante et en phase avec le principe de la déconcentration du pays.
Ce rapport a mis en place la notion de centres de développement et d'attraction (CDA) hiérarchisés en trois niveaux :
- CDA d'ordre supérieur : Luxembourg ;
- CDA d'ordre moyen : Diekirch/Ettelbruck et Esch-sur-Alzette ;
- CDA d'ordre régional : Clervaux, Differdange, Dudelange, Grevenmacher, Junglinster, Mersch, Redange-sur-Attert, Remich, Steinfort, Vianden et Wiltz.

Toutefois, dans son étude 2012 sur la « centralité urbaine au Luxembourg », le CREPS — l'actuel LISER — met en évidence que ce découpage doit être réactualisé car l'influence de certains CDA régionaux s'est vue réduite fortement au point que l'étude ne les considèrent plus comme justifiant ce statut (Differdange, Junglinster, Steinfort et Vianden) ou se retrouvent concurrencés par des pôles voisins plus important (Dudelange).